# جيمس ستيوارت (سياسي أمريكي)
جيمس ستيوارت (بالإنجليزية: James Stewart)‏ هو سياسي أمريكي، ولد في 11 نوفمبر 1775 في اسكتلندا في المملكة المتحدة، وتوفي في 29 ديسمبر 1821. انتخب عضو مجلس ولاية كارولاينا الشمالية وانتخب عضو مجلس نواب كارولينا الشمالية وانتخب عضو مجلس النواب الأمريكي.